# West End Predators FC
El West End Predators es un equipo de fútbol de Anguila que juega en la Liga de Fútbol de Anguila.

## Historia
Fue fundado en 2020 y comenzó su debut en la Liga de Fútbol de Anguila en 2021, jugando su primer partido contra Doc's United en el que cayó 1 - 12. Su primera victoria fue el 10 de abril de 2021 en un partido contra ALHCS Spartans FC ganando 3 - 1.
El primer gol de su historia en primera división fue anotado por Sherman Anthony.